# Molophilus yandala
Molophilus yandala är en tvåvingeart som beskrevs av Günther Theischinger 1992. Molophilus yandala ingår i släktet Molophilus och familjen småharkrankar. Inga underarter finns listade i Catalogue of Life.